# إيفان ماركيز
إيفان ماركيز (بالإسبانية: Iván Márquez) (4 أكتوبر 1981 في فنزويلا - ) هو لاعب كرة طائرة فنزويلا في مركز مهاجم ‏. شارك في الألعاب الأولمبية الصيفية 2008. ولعب مع Tourcoing Lille Métropole Volley-Ball ‏.

## وصلات خارجية
- إيفان ماركيز على موقع الاتحاد الأوروبي (الإنجليزية)
- إيفان ماركيز على موقع عالم الكرة الطائرة (الإنجليزية)
- إيفان ماركيز على موقع Ligue Nationale de Volley (الفرنسية)
- إيفان ماركيز على موقع دوري الدرجة الأولى الإيطالي للكرة الطائرة - رجال (الإيطالية)
- إيفان ماركيز على موقع أوليمبيديا (الإنجليزية)